# Laguna de Cameros
Laguna de Cameros es un municipio de la comunidad autónoma de La Rioja (España), situado en la cuenca del río Leza, comarca del Camero Viejo.

## Geografía humana

### Demografía
Cuenta con una población de 115 habitantes (INE 2024).
| Gráfica de evolución demográfica de Laguna de Cameros entre 1842 y 2021                                               |
| |
| Población de derecho según los censos de población del INE. Población de hecho según los censos de población del INE. |

## Administración
| Periodo   | Nombre                                                 | Partido                 |
| --------- | ------------------------------------------------------ | ----------------------- |
| 1979-1983 | Amador García Santolaya                                | Agrupación de Electores |
| 1983-1987 | Jesús Reinares Martínez                                | AP                      |
| 1987-1991 | Jesús Reinares Martínez                                | PSOE                    |
| 1991-1995 | Jesús Reinares Martínez                                | PP                      |
| 1995-1999 | Jesús Reinares Martínez                                | PP                      |
| 1999-2003 | Jesús Reinares Martínez                                | PP                      |
| 2003-2007 | Jesús Reinares Martínez                                | PP                      |
| 2007-2011 | Vicente Jiménez Calonge                                | PP                      |
| 2011-2015 | Vicente Jiménez Calonge                                | PP                      |
| 2015-2019 | Martín Íñiguez Fernández                               | PR+                     |
| 2019-2023 | Martín Íñiguez Fernández / Javier Ruiz-Clavijo Calonge | PR+                     |
| 2023-act. | Javier Ruiz-Clavijo Calonge                            | Por La Rioja            |

## Patrimonio

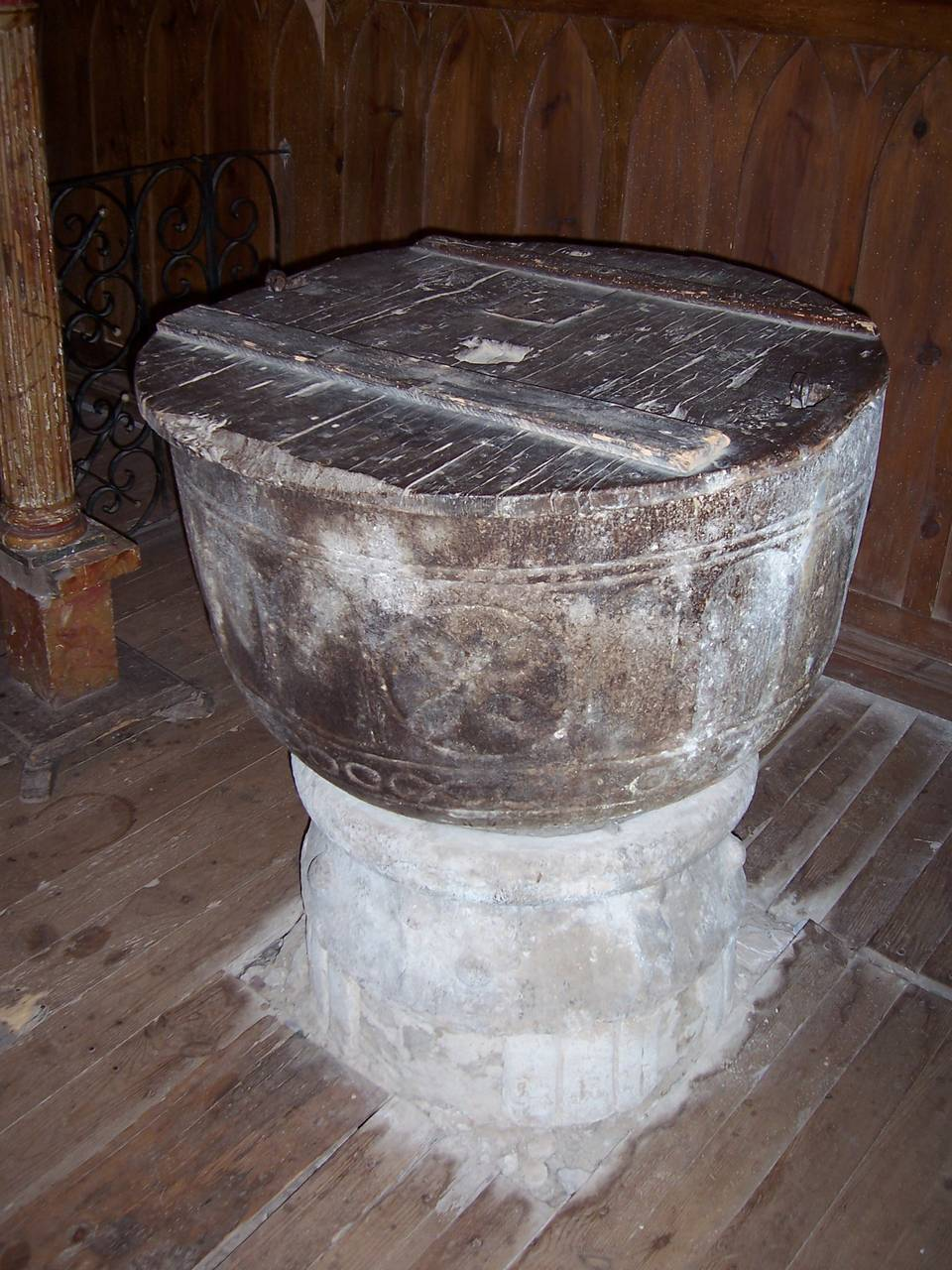
Pila bautismal de la Iglesia

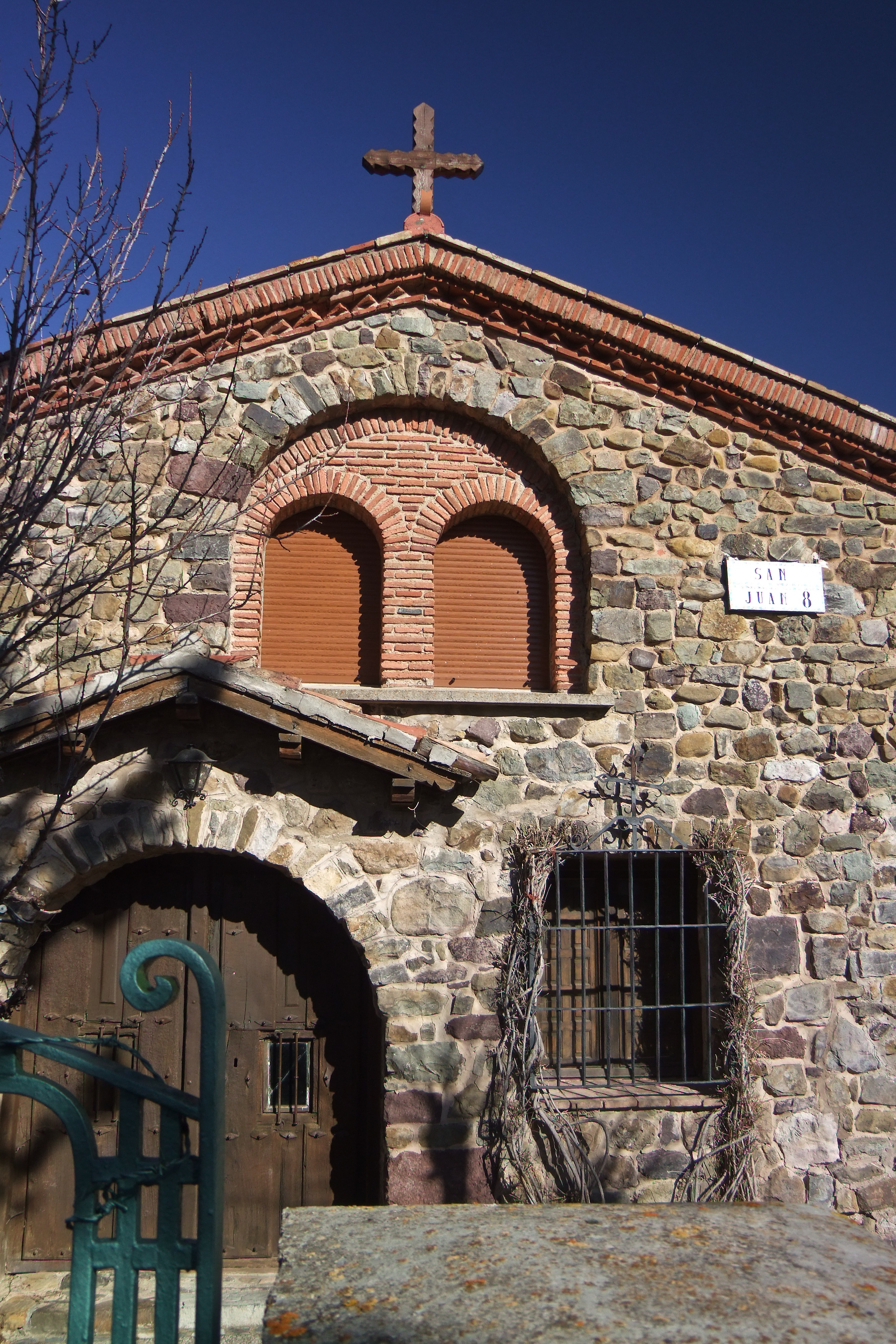
Ermita de San Juan

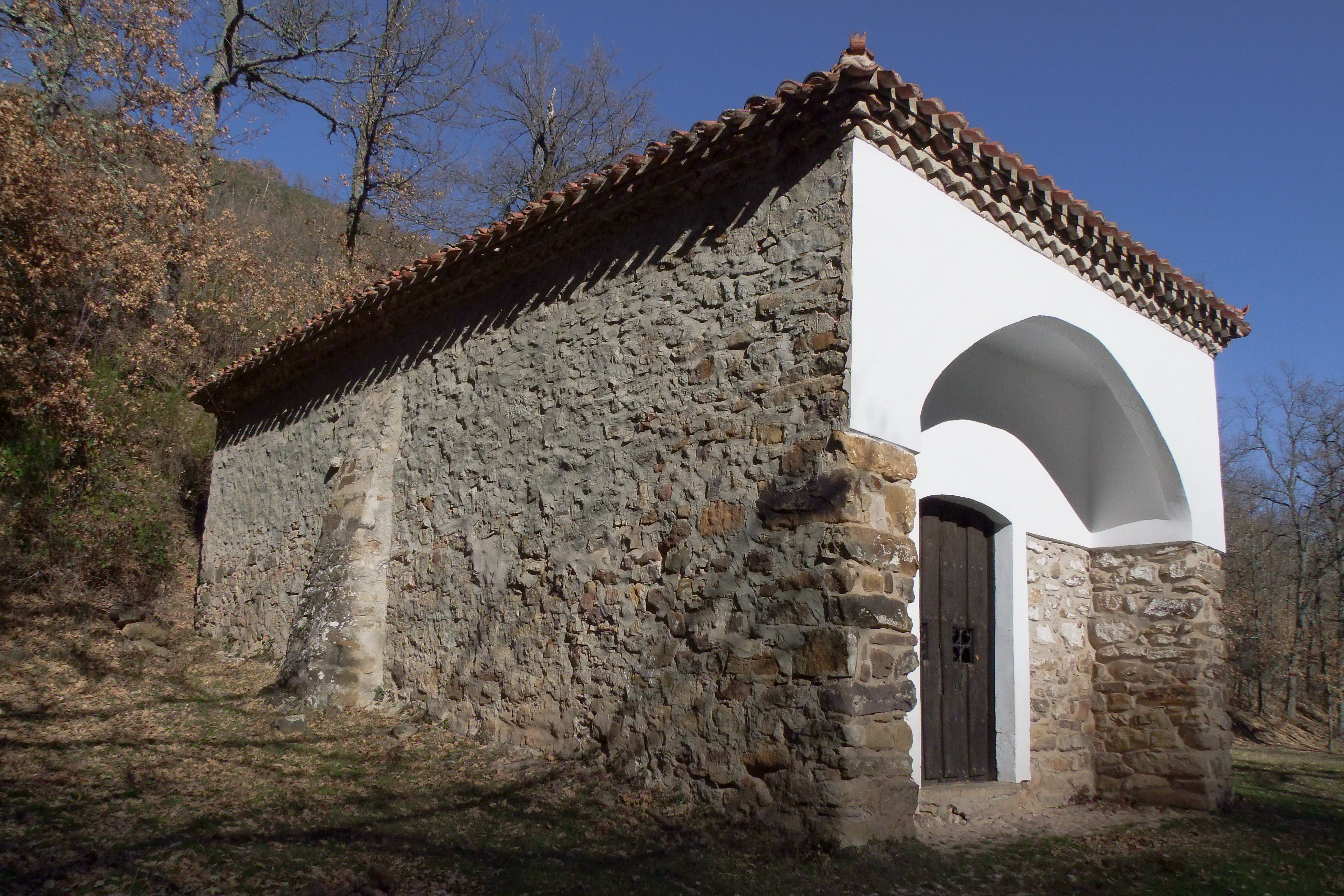
Ermita de Santo Domingo

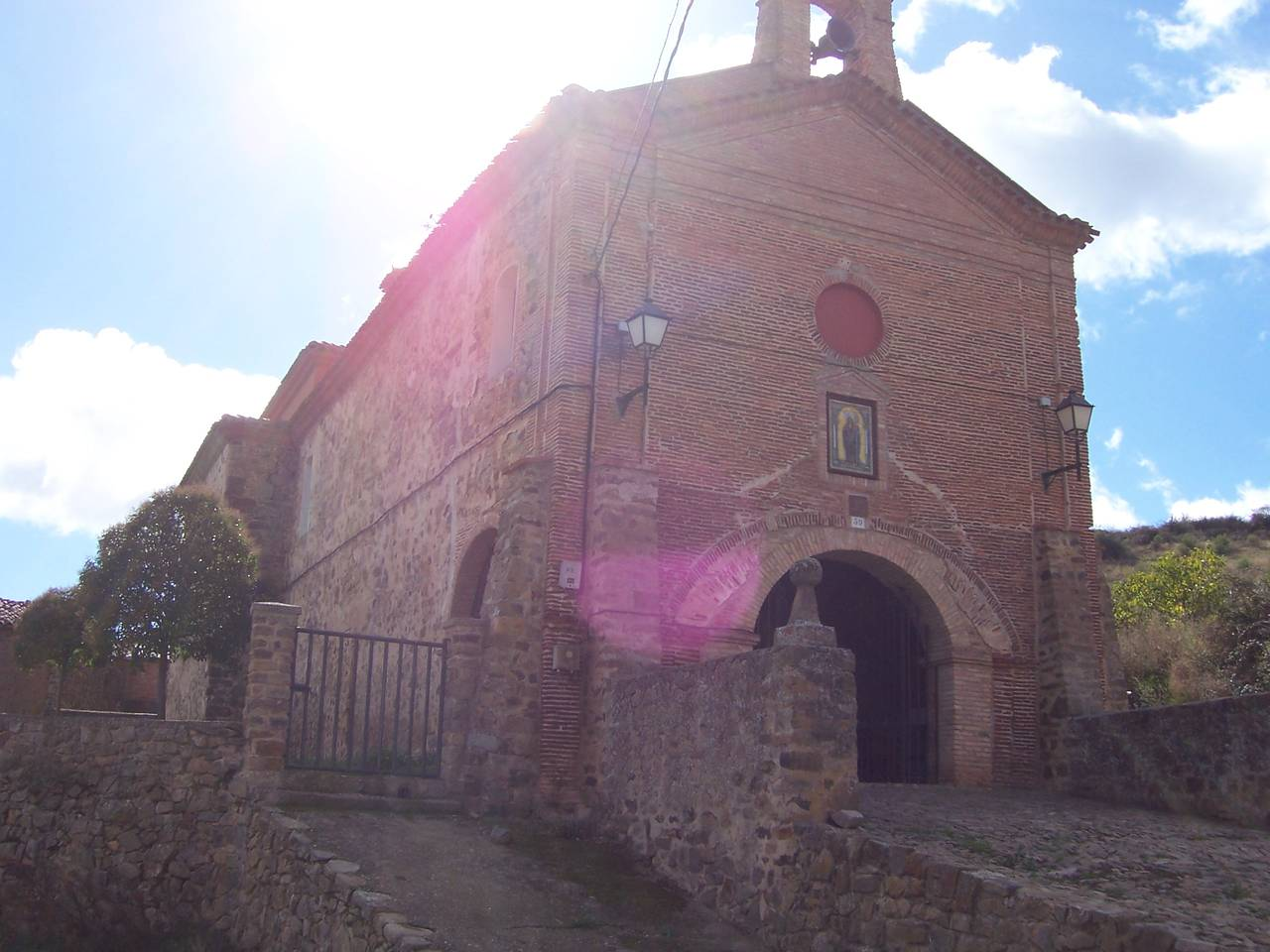
Ermita de Santo Domingo de Silos

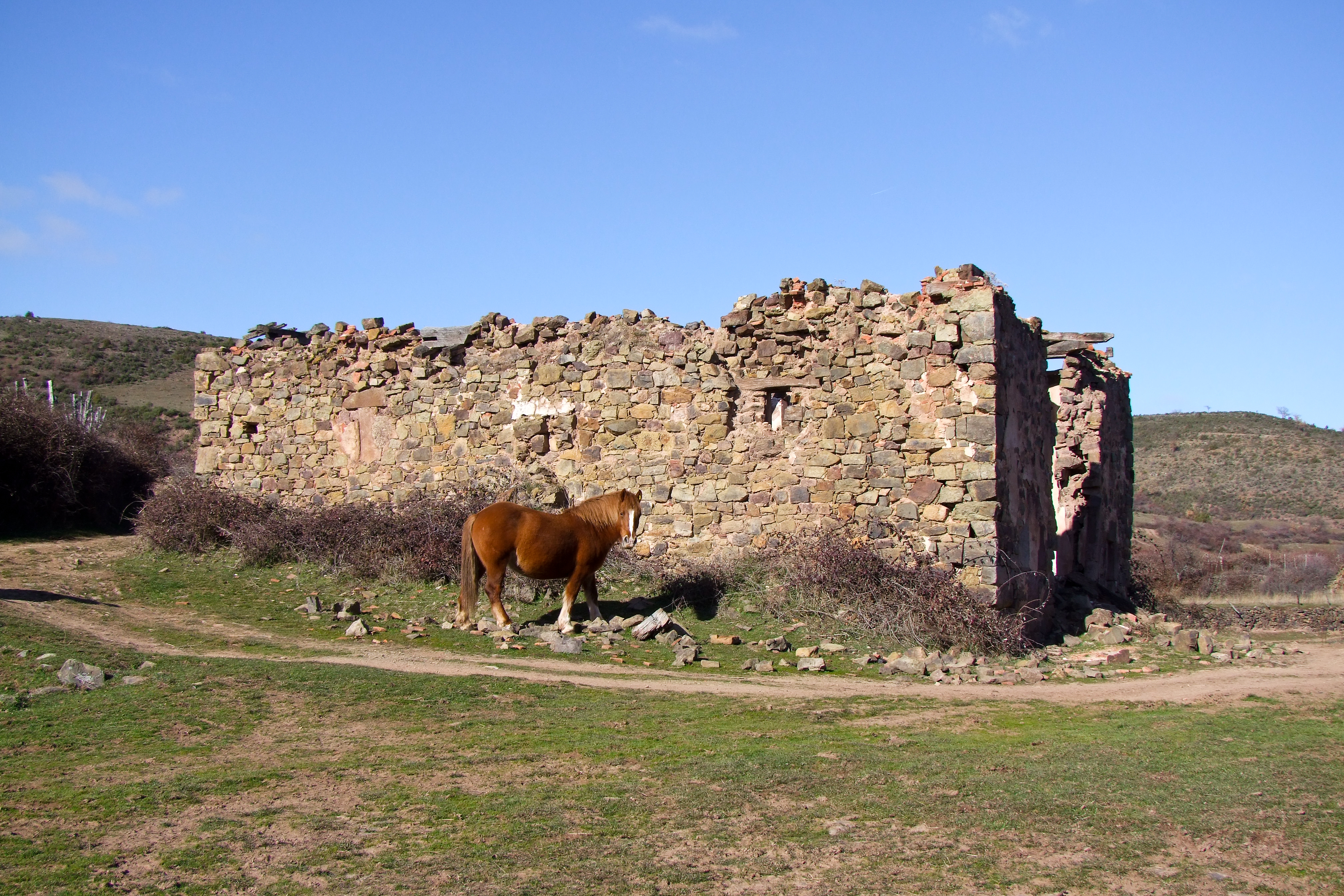
Restos de la ermita de San Antón

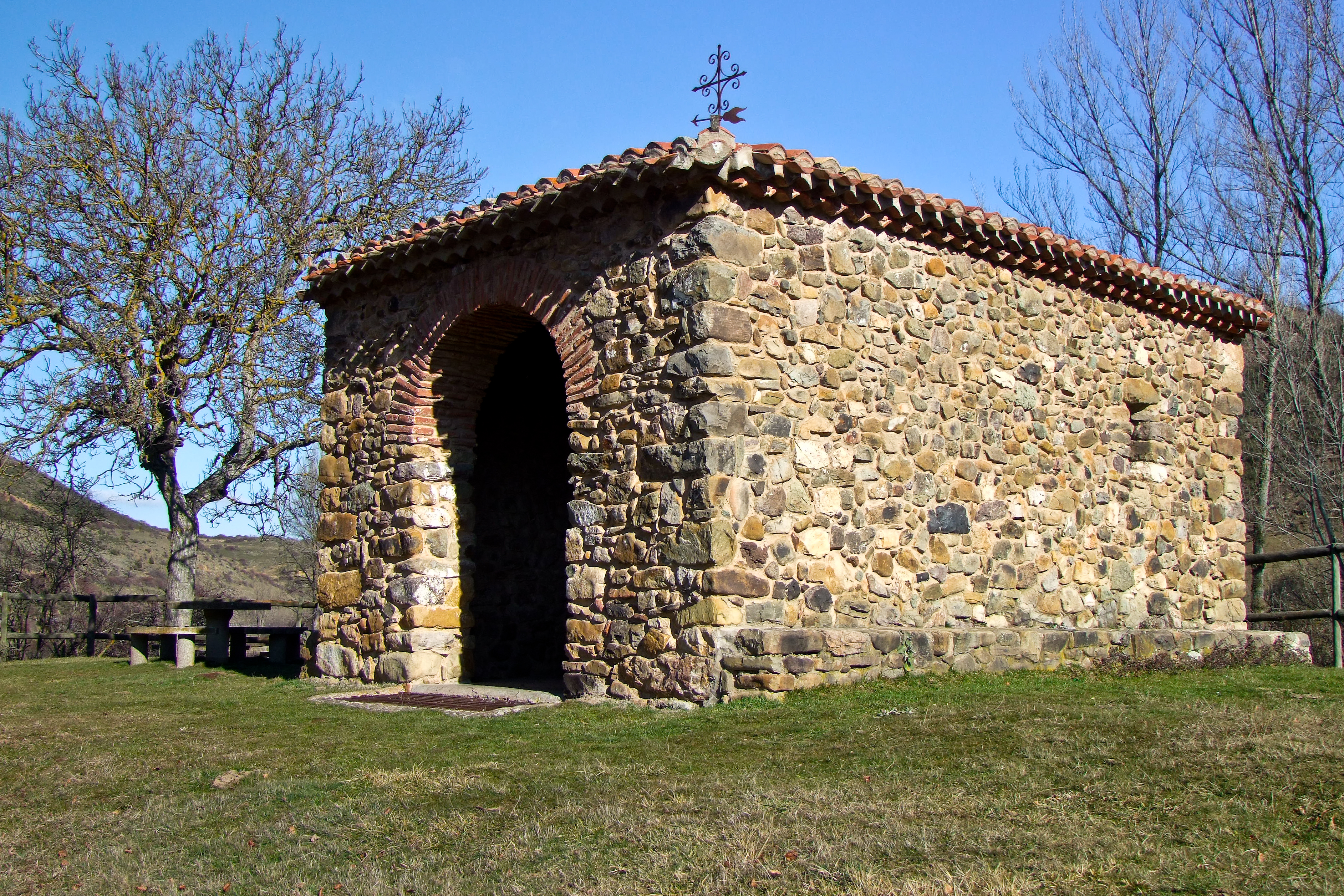
Ermita de Santa Apolonia

- Iglesia de la Asunción. Del siglo XVI.[3]
- Ermita de San Juan.
- Ermita de Santo Domingo de Silos.[3]
- Ruinas de la ermita de San Antón.[3]
- Ermita de Santa Apolonia.[3]

## Icnitas
Durante el periodo Cretácico inferior formó parte de una llanura encharcada que se desecaba periódicamente, dejando atrás zonas fangosas en las que las huellas de dinosaurio quedaban marcadas a su paso. Con el tiempo éstas se secaban y cubrían con nuevos sedimentos cuyo peso prensaba las capas inferiores, haciéndolas solidificar en rocas con el paso de millones de años. La erosión ha ido desgastando las capas superiores haciendo visibles muchas de estas formaciones rocosas, permitiendo observar las icnitas.
En el municipio se encuentra el yacimiento de "La rueda". Se sitúa junto al cauce del río Leza, a 300 m de Laguna de Cameros y es de fácil acceso. En él se observan huellas de pequeños dinosaurios carnívoros y alguna de herbívoro. Por la erosión del río se encuentran poco marcadas, siendo las más destacables un conjunto de pequeñas pisadas de entre 10 y 15 cm de longitud de un carnívoro y dos más grandes de otro carnívoro. Hay también restos de moluscos bivalvos.

## Parque estelar
Laguna de Cameros está designado como reserva StarLight.

## Fiestas y eventos
- Fiestas de Santo Domingo de Silos (mayo)
- Fiestas de Santiago Apóstol (julio). En estos festejos se puede disfrutar de las danzas de Laguna.[6]
- Fiestas de "La Cueva" (agosto). Romería desde el pueblo hasta la ermita de Santo Domingo, ubicada en medio del bosque en un monte cercano a Laguna.
- Cameros Blues Festival.

## Cultura popular
A finales de los años 90, el entonces párroco de la localidad, Armando Lasanta, compuso una canción de homenaje al pueblo, a la que puso música y voz un descendiente de la localidad, Juancho Ruiz, el Charro.